# Niccolò van Westerhout
Niccolò van Westerhout (pronuncia: van Vésterut; Mola di Bari, 17 dicembre 1857 – Napoli, 21 agosto 1898) è stato un compositore italiano.

## Biografia

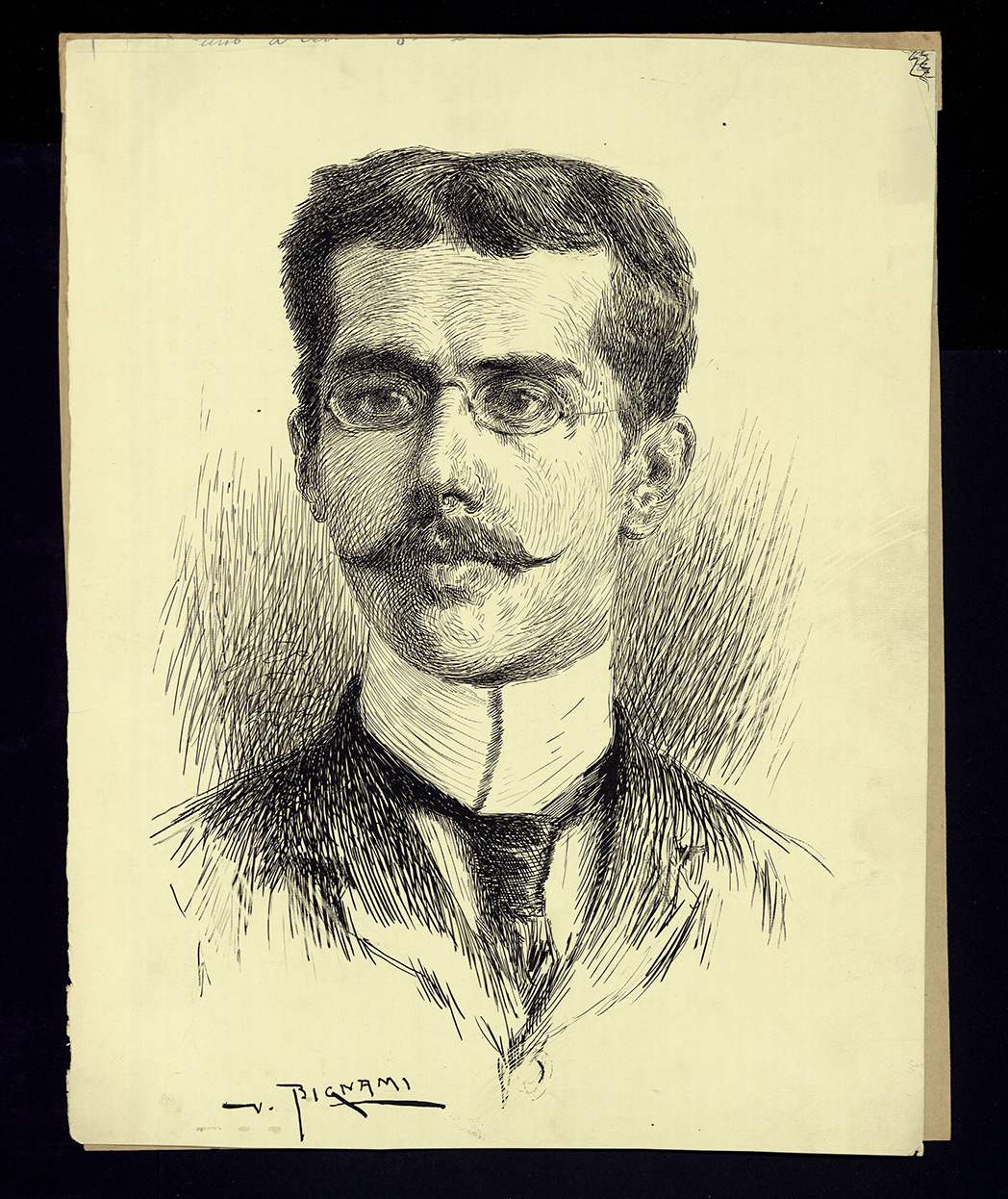
Niccolò van Westerhout ritratto da Vespasiano Bignami. Archivio storico Ricordi.

La famiglia van Westerhout, di origini fiamminghe, si era stabilita in Puglia nel XVII secolo, dapprima a Bari e poi a Monopoli. Nicola van Westerhout, nonno di Niccolò, spostò invece la sua dimora a Mola di Bari, dove nacque anche Onofrio Agostino, padre del compositore, che gli insegnò pianoforte e solfeggio.
A 13 anni, Niccolò van Westerhout compose un'opera sul soggetto del Giulio Cesare di Shakespeare, dimostrando un notevole talento musicale. Fu quindi aiutato dalla giunta comunale di Mola di Bari a trasferirsi a Napoli e frequentare il Conservatorio San Pietro a Majella: qui studiò composizione con Nicola De Giosa, Nicola D'Arienzo e Lauro Rossi. A Napoli avrebbe vissuto tutta la vita, risiedendo in via Egiziaca nel quartiere di Pizzofalcone. 
Oltre a un'ampia produzione cameristica e sinfonica, compose cinque opere liriche complete: Tilde, su libretto di Golisciani, che doveva essere rappresentata per l'inaugurazione del teatro Bellini di Napoli, ma della quale si sono perse le tracce; Cimbelino, che riutilizzava parte della musica scritta per l'opera lasciata incompiuta Una notte a Venezia e che venne per la prima volta rappresentata al Teatro Argentina di Roma nel 1892; Fortunio, rappresentata a Milano nel 1894 (destinata, in origine, al Teatro alla Scala di Milano, ma poi messa in scena presso il Teatro Lirico); Doña Flor, rappresentata il 18 aprile 1896 al teatro comunale di Mola di Bari con l'orchestra del Teatro San Carlo di Napoli; Colomba, rappresentata postuma il 27 marzo 1923 al Teatro San Carlo di Napoli diretta da Tullio Serafin con Rosetta Pampanini e Giovanni Inghilleri.
Niccolò van Westerhout morì il 21 agosto 1898 per una peritonite, lasciando incompiute l'opera Imogene, di ispirazione wagneriana, per la quale l'editore Ricordi aveva messo sotto contratto il compositore. Per l'indigenza cui versava la famiglia, il Comune di Napoli si assunse gli oneri del funerale, e depose la salma nel cimitero monumentale di Poggioreale.

## Riconoscimenti
A Mola di Bari il compositore venne commemorato con l'intitolazione di una strada e del teatro van Westerhout e l'apposizione di una lapide presso la casa natale. Nel 1961 fu eretta nella centrale piazza XX Settembre fu eretta una statua bronzea, opera dello scultore molese Bruno Calvani, che rappresenta la protagonista dell'opera Doña Flor.
Anche a Bari gli è dedicata una via al quartiere San Girolamo.
Nel 2007, in occasione del 150º anniversario della nascita, le spoglie di van Westerhout sono state traslate nel cimitero molese dalla congrega napoletana di San Raffaele a Mater Dei.

## Catalogo
- Sempre amore, romanza su testo di Mancini
- Cimbelino, dramma lirico in quattro atti, libretto di Enrico Golisciani (Roma, Teatro Argentina, 1892)
- Fortunio, dramma lirico in tre atti, libretto di Giulio Massimo Scalinger (Milano, Teatro Lirico, 16 maggio 1895)
- Doña Flor, dramma lirico in atto unico, libretto di Arturo Colautti (Mola di Bari, 18 aprile 1896)
- Colomba, dramma lirico in quattro atti, libretto di Arturo Colautti (Napoli, Teatro San Carlo, 1923)
- Tilde (mai rappresentata)
- Una notte a Venezia (incompiuta)
- Imogene (incompiuta)